# Five Mystical Songs
Five Mystical Songs è un gruppo di cinque canzoni scritte dal compositore inglese Ralph Vaughan Williams (1872-1958) tra il 1906 e il 1911.

## Storia
L'opera si basa su quattro poesie ("Easter" divisa in due parti) dal poeta inglese del diciassettesimo secolo, gallese di nascita e sacerdote anglicano George Herbert (1593–1633), dalla sua collezione del 1633 The Temple: Sacred Poems. Mentre Herbert era un prete, Vaughan Williams stesso era ateo all'epoca (in seguito si assestò in un "allegro agnosticismo"), anche se ciò non gli impediva di ambientare versi di ispirazione apertamente religiosa. L'opera fu data in anteprima il 14 settembre 1911, al Three Choirs Festival di Worcester, con la direzione di Vaughan Williams stesso.

## Organico
L'opera è scritta per un baritono solista, con diverse scelte di accompagnamento:
- Piano solo.
- Piano e quartetto d'archi.
- Gruppo di fiati.
- Orchestra con coro SATB opzionale. Questa fu la formazione usata alla première.

Come i versi semplici di Herbert, le canzoni sono piuttosto dirette, ma hanno la stessa spiritualità intrinseca del testo originale. Dovevano essere eseguite insieme, come un singolo lavoro, ma gli stili di ciascuna variano in modo abbastanza significativo. Le prime quattro canzoni sono tranquille meditazioni personali in cui il solista ha un ruolo chiave, in particolare nella terza, Love Bade Me Welcome, in cui il coro ha un ruolo esclusivamente di supporto, cantando sommessamente e senza parole il brano gregoriano O Sacrum Convivium e nella quarta, The Call, in cui il ritornello non è presente affatto. L'ultima, Antiphon è probabilmente il più diverso di tutti: un inno trionfante di lode cantato o dal solo coro o dal solo solista; a differenza delle canzoni precedenti, viene fornita una versione separata per un baritono solista. A volte viene anche eseguito da solo, come inno di chiesa per coro e organo: "Let all the world in every corner sing" ("Lascia cantare tutto il mondo in ogni angolo").

## Sezioni

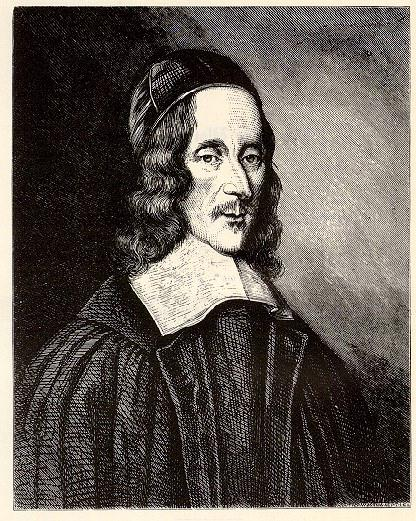
Ritratto di George Herbert

### 1. Easter
Easter – da Easter di Herbert
Rise heart; thy Lord is risen.

Sing his praise without delayes,

Who takes thee by the hand,

that thou likewise with him may'st rise;

That, as his death calcined thee to dust,

His life may make thee gold, and much more, just.
Awake, my lute, and struggle for thy part with all thy art.

The crosse taught all wood to resound his name, who bore the same.

His stretched sinews taught all strings, what key

Is the best to celebrate this most high day.
Consort both heart and lute, and twist a song pleasant and long;

Or since all musick is but three parts vied and multiplied.

O let thy blessed Spirit bear a part,

And make up our defects with his sweet art.

### 2. I Got Me Flowers
I Got Me Flowers – dalla seconda metà di Easter
I got me flowers to strew thy way;

I got me boughs off many a tree:

But thou wast up by break of day,

And brought'st thy sweets along with thee.
The Sunne arising in the East.

Though he give light, and th'East perfume;

If they should offer to contest

With thy arising, they presume.
Can there be any day but this,

Though many sunnes to shine endeavour?

We count three hundred, but we misse:

There is but one, and that one ever.

### 3. Love Bade Me Welcome
Love Bade Me Welcome – da Love (III)
Love bade me welcome: yet my soul drew back.

Guiltie of dust and sinne.

But quick-ey'd Love, observing me grow slack

From my first entrance in,

Drew nearer to me, sweetly questioning

If I lack'd anything.
A guest, I answer'd, worthy to be here:

Love said, You shall be he.

I the unkinde, ungrateful? Ah, my deare,

I cannot look on thee.

Love took my hand, and smiling did reply,

Who made the eyes but I?
Truth Lord, but I have marr'd them: let my shame

Go where it doth deserve.

And know you not, sayes Love, who bore the blame?

My deare, then I will serve.

You must sit down, sayes Love, and taste my meat:

So I did sit and eat.

### 4. The Call
The Call – da The Call
Come, my Way, my Truth, my Life:

Such a Way, as gives us breath:

Such a Truth, as ends all strife:

Such a Life, as killeth death.
Come, my Light, my Feast, my Strength:

Such a Light, as shows a feast:

Such a Feast, as mends in length:

Such a Strength, as makes his guest.
Come, my Joy, my Love, my Heart:

Such a Joy, as none can move:

Such a Love, as none can part:

Such a Heart, as joys in love.

### 5. Antiphon
Antiphon – da Antiphon (I)
Let all the world in ev'ry corner sing:

My God and King.

The heavens are not too high,

His praise may thither flie;

The earth is not too low,

His praises there may grow.
Let all the world in ev'ry corner sing:

My God and King.

The Church with psalms must shout,

No doore can keep them out;

But above all, the heart

Must bear the longest part.
Let all the world in ev'ry corner sing:

My God and King.